# Tuffi ai XVIII Giochi asiatici - Piattaforma 10 metri femminile
La competizione dei tuffi dalla piattaforma 10 metri femminile dei XVIII Giochi asiatici si è disputata il 30 agosto 2018 presso il Gelora Bung Karno Aquatic Stadium, a Gelora, Giacarta Centrale, in Indonesia.  La gara si è svolta in due turni (preliminare e finale), in ognuno dei quali l'atleta ha eseguito una serie di cinque tuffi.

## Programma
| Data           | Ora (UTC+7) | Turno       |
| -------------- | ----------- | ----------- |
| 30 agosto 2018 | 12:10       | Preliminari |
| 30 agosto 2018 | 19:15       | Finale      |

## Risultati

### Preliminare
| Class | Atleta            | Nazione        | Tuffi | Tuffi | Tuffi | Tuffi | Tuffi | Totale |
| Class | Atleta            | Nazione        | 1     | 2     | 3     | 4     | 5     | Totale |
| ----- | ----------------- | -------------- | ----- | ----- | ----- | ----- | ----- | ------ |
| 1     | Zhang Jiaqi       | Cina           | 72.00 | 75.20 | 72.60 | 80.00 | 81.60 | 381.40 |
| 2     | Si Yajie          | Cina           | 73.50 | 81.60 | 70.40 | 74.25 | 78.40 | 378.15 |
| 3     | Kim Kuk-hyang     | Corea del Nord | 78.00 | 67.20 | 51.20 | 68.15 | 76.80 | 341.35 |
| 4     | Kim Mi-rae        | Corea del Nord | 75.00 | 72.00 | 67.20 | 37.95 | 72.00 | 324.15 |
| 5     | Matsuri Arai      | Giappone       | 63.00 | 60.00 | 55.10 | 67.20 | 68.80 | 314.10 |
| 6     | Pandelela Rinong  | Malaysia       | 51.00 | 69.60 | 56.00 | 57.60 | 43.20 | 277.40 |
| 7     | Moon Na-yun       | Corea del Sud  | 57.40 | 59.45 | 54.60 | 58.50 | 38.40 | 268.35 |
| 8     | Cho Eun-bi        | Corea del Sud  | 54.60 | 66.00 | 34.80 | 44.55 | 52.20 | 252.15 |
| 9     | Freida Lim        | Singapore      | 63.00 | 33.00 | 63.80 | 35.00 | 43.20 | 238.00 |
| 10    | Myra Lee          | Singapore      | 46.20 | 51.00 | 36.25 | 39.90 | 52.80 | 226.15 |
| 11    | Dewi Setyaningsih | Indonesia      | 43.50 | 36.40 | 38.40 | 39.15 | 53.20 | 210.65 |
| 12    | Leong Sut In      | Macao          | 32.40 | 34.20 | 41.40 | 37.50 | 37.00 | 182.50 |

### Finale
| Class   | Atleta            | Nazione        | Tuffi | Tuffi | Tuffi | Tuffi | Tuffi | Totale |
| Class   | Atleta            | Nazione        | 1     | 2     | 3     | 4     | 5     | Totale |
| ------- | ----------------- | -------------- | ----- | ----- | ----- | ----- | ----- | ------ |
| Oro     | Si Yajie          | Cina           | 76.50 | 81.60 | 81.60 | 84.15 | 81.60 | 405.45 |
| Argento | Zhang Jiaqi       | Cina           | 82.50 | 68.80 | 79.20 | 86.40 | 78.40 | 395.30 |
| Bronzo  | Kim Mi-rae        | Corea del Nord | 76.50 | 86.40 | 68.80 | 59.40 | 76.80 | 367.90 |
| 4       | Kim Kuk-hyang     | Corea del Nord | 75.00 | 81.60 | 65.60 | 65.25 | 80.00 | 367.45 |
| 5       | Matsuri Arai      | Giappone       | 67.20 | 75.00 | 65.25 | 67.20 | 67.20 | 341.85 |
| 6       | Moon Na-yun       | Corea del Sud  | 63.00 | 58.00 | 63.00 | 57.00 | 59.20 | 300.20 |
| 7       | Freida Lim        | Singapore      | 64.40 | 61.50 | 36.25 | 58.80 | 62.40 | 283.35 |
| 8       | Cho Eun-bi        | Corea del Sud  | 60.20 | 63.00 | 42.05 | 56.10 | 59.45 | 280.80 |
| 9       | Myra Lee          | Singapore      | 56.00 | 46.50 | 55.10 | 31.35 | 48.00 | 236.95 |
| 10      | Leong Sut In      | Macao          | 32.40 | 34.20 | 37.95 | 37.50 | 36.00 | 178.05 |
| 11      | Dewi Setyaningsih | Indonesia      | 31.50 | 46.80 | 35.20 | 33.35 | 25.20 | 172.05 |